# تكية الشيخ يبرق
تكية الشيخ يبرق (التكية البراقية) أو ما يعرف قديماً بقشلة الترك، هي من الأماكن الأثرية والدينية التي تقع على الجبل الأحمر في محلة الشميصاتية، شمال شرق مدينة حلب السورية.

## تاريخها

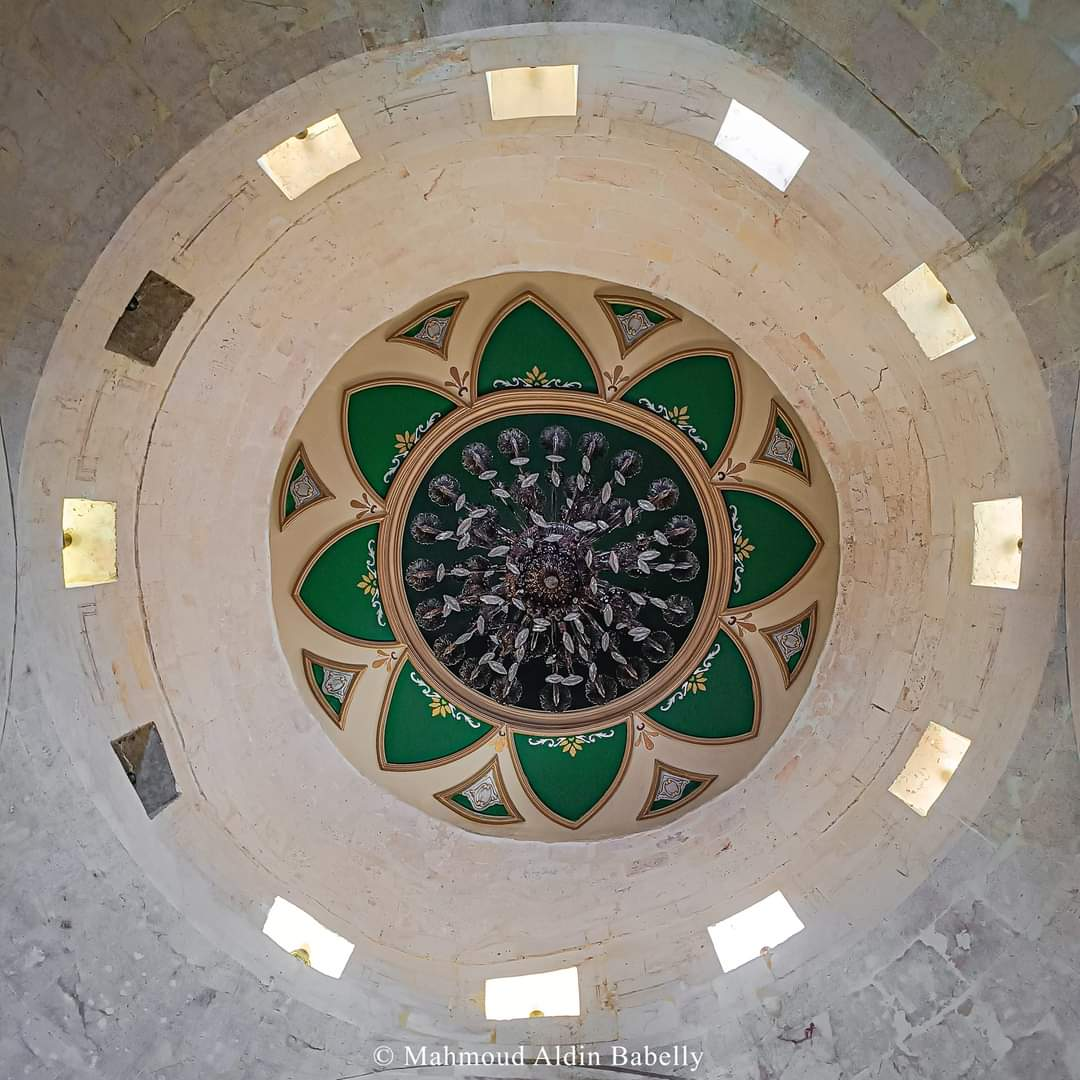
قبة الشيخ يبرق

تم بناء الزاوية في عهد السلطان الملك الظاهر خشقدم عام (671هـ/1272م) بتولي الشيخ محمد خادم الشيخ يبرق، الشيخ شمس الدين محمد بن أحمد بن محمود الرفاعي الأحمدي وفوض أمرها إليه.

وبُنيّ الرباط في أثنا حملة إبراهيم باشا بن محمد علي المصري الكبير خديوي مصر على بلاد الشام سنة (1248هـ/1832م) في صراعهم مع الدولة العثمانية في الفترة ما بين (1246-1256هـ/1830-1840م)، وقد أنشأه إبراهيم باشا حين استولى على مدينة حلب، كما إنه كان قد عمل عليه من قبل الدولة العثمانية، ولكن إبراهيم باشا أكمل بنائه في ثلاثة أعوام وجعله صالحاً للسكنى (مساكن للعسكر)، مايعرف الأن بثكنة هنانو، ويقول مؤرخ حلب كامل الغزي: 
"وقد اشتهر هذا الرباط أيضاً باسم الشيخ يبرق وهو رجل من الصالحين مدفون في زاوية يدخل إليها من أواسط الجهة الغربية من هذا الرباط".
وأشتهر عند السكان المحليين لشفائه الأمراض والعلل، وخاصة الأمراض المستعصية، ولذلك كان يزوره الناس من مختلف الأماكن بقصد التبرك والعلاج، وأصبح ذلك أمرا عسيراً بعد بناء القشلة العسكرية فبقي مقاما أثرياً شاهداً على تاريخ حلب العريق.

## النصوص الكتابية القديمة

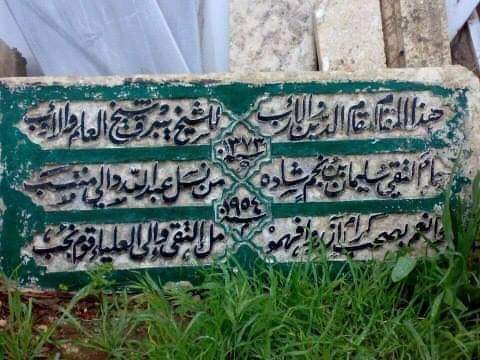
هذه الصورة أحد النصوص القديمة الموجودة في التكية منذ عام 1373هجري - 1953ميلادي.

يذكر أن في الجدار الشمالي للغرفة الأمامية من الملحق باب مدخلها، وهو منخفض يعلوه نص مكون من ثلاثة أسطر، جاء فيه:
(هذا المقام مقام الدين والأرب للشيخ "يبرق" شيخ العلم والأدب، جاءه التقي سليمان بن نجم شادة، من نسل عبد الله دالي منتسب، وأنعم بصحب كرام آزروا وأفهموا، ملء التقى وإلى العلياء قوم نجب).
وفي وسط النص كتب العام (1373 هجري أي 1953م)، ربما يكون هذا النص حديثاً، وهو إعادة لما كان مكتوباً على الباب بالأصل، ويوجد في سقف فتحة الباب لوحة كتب عليها نصاً من ثلاثة أسطر، كل سطر مكون من شطرين بخط النسخ، ولكن الكتابة غير واضحة، ويتقدم حنية المحراب قوس مدبب كتب عليه في الطرف الغربي وبالخط الكوفي عبارة: (لا اله إلا الله محمد رسول الله)، وكتب على المفتاح كلمة (محمد)، بينما كتب على الطرف الشرقي منه مقلوب الكتابة السابق.

## التسمية
تسمية التكية بالشيخ يبرق يقال أنها في الأصل الشيخ بَيْرَقٌ ،بَيَارِقُ، والبيرق هوالعلم في اللغة العربية وهذه التسمية بسبب وجود التكية على تل مرتفع يسمى جبل العظام، وإذا عدنا إلى مرحلة تأسيس هذه الزاوية في العهد العثماني فيطلق عليها تكية الشيخ بوراك ((بالتركية burak)) ،معنى الاسم بوراك اللفظ تركي مأخوذ من الكلمة العربية، براق أو برق، أي اللامع أو المضيئ، ويتميز بأنه اسم غير تقليدي يمكن إطلاقه على الذكور،أو أنه يطلق عليه الشيخ يَبرُك، أويُبارِك، أو الشيخ مُبارَك وتغيرت التسمية على مر العقود.

## التكية في العصر الحالي
المقام الموجود في حي الصاخور بحلب، والمعروف باسم مقام الشيخ يبرق، هو مزار صوفي يُنسب لشيخ عثماني من أتباع الطرق الصوفية كالنقشبندية أو القادرية، ولا علاقة له بالشيخ الخصيبي، مؤسس المذهب العلوي.
الخصيبي عاش في حلب فترة في القرن العاشر الميلادي، لكنه دُفن في اللاذقية، حيث يوجد مقامه المعروف هناك. أما الربط بين المقام في حلب والخصيبي، فهو خاطئ وشائع دون أساس تاريخي، وقد انتشر مؤخرًا نتيجة الالتباس أو التوترات الطائفية

## انظر ايضا
- تكية الراوي
- تكية الشيخ عبد الله
- تكية الشيخ ويس